# Bartomeu Terradas
Bartomeu Terradas Brutau (né en 1874[réf. nécessaire] à Barcelone – mort en 1948) est un joueur de football catalan, membre fondateur et 2e président du FC Barcelone du 25 avril 1901 au 5 septembre 1902.

## De trésorier à Président
Membre fondateur du FC Barcelone, Bartomeu Terradas en est aussi le premier trésorier lors de la constitution du club le 29 novembre 1899. Il joue défenseur au sein de l'équipe du Barça et marque l'unique but de sa carrière lors de la victoire 18-0 contre Tarragone dans la première édition de la Coupe Macaya.
Le 25 avril 1901, à la suite du départ de Walter Wild pour raisons professionnelles, Bartomeu Terradas devient président du club. Son premier chantier sera la recherche d'un nouveau terrain de jeu, le stade dit de l'hôtel Casanova devant laisser sa place au nouvel Hôpital Sant Pau. Bartomeu Terradas achète une parcelle dans le quartier de Sagrera Le 23 novembre 1901, le terrain de la carretera d'Horta est inauguré par une victoire 4-0 contre les britanniques de Galioppe grâce à un triplet de Joan Gamper et un but de Conarre. 

## Le premier titre
La seconde édition de la Coupe Macaya sera l'occasion pour le FC Barcelone de gagner son premier duel face à l'Hispania, et de prendre sa revanche sur la saison précédente : lors de cette compétition, le Barça gagne ses 8 matchs, marque 62 buts tout en n'en concédant que 2 (face à l'Hispania). Bartomeu Terradas dispute 2 matchs dans cette seconde édition.

## Le premierClasíco
Lors des festivités célébrant la majorité du roi Alphonse XIII d'Espagne, le FC Barcelone est invité à participer au nouveau tournoi créé spécialement pour l'occasion : la Coupe du Roi. Le tirage au sort entre les quatre équipes se disputant ce premier trophée donne comme adversaire au club catalan le Real Madrid. Le 13 mai 1902, pour ce premier Clasíco les Blaugranas étrillent les Merengues 3-1 (un doublet de Steinberg et un but de Gamper). Bartomeu Terradas prend part à cette victoire historique dans sa position habituelle de défenseur. Deux jours plus tard, et sans Bartomeu Terradas, le Barça s'incline 1-2 en finale face aux Basques de Bilbao.

## Un grand développement institutionnel
Bartomeu Terradas, a beaucoup fait pour la survie du club et pour son développement. Sur le plan économique, il éponge de sa poche les premiers déficits du club. Sur le plan social, il met en place la première commission sportive et développe les équipes B et C pour permettre au club de garder ses meilleurs éléments.
Le 5 septembre 1902, après 507 jours à la tête du club, il quitte la présidence pour raisons professionnelles. Il continue à jouer régulièrement et reviendra à la direction du club un an plus tard sous la présidence d'Arthur Witty.